# ZAD d'Arlon
Pour les articles homonymes, voir ZAD et Arlon (homonymie).
La ZAD d'Arlon, également appelée la Zablière, est une zone à défendre (ZAD) qui a été mise en place le 26 octobre 2019 sur le site de la sablière de Schoppach (Belgique) et qui a été démantelée le 15 mars 2021 par la police. Cette ZAD avait pour objectif de bloquer la construction d'un parc d'activités économiques prévu par l'intercommunale Idelux et le bourgmestre d'Arlon Vincent Magnus (CDH). L'objectif principal des militants écologistes occupant les lieux était de protéger le site de grand intérêt biologique de la sablière de Schoppach de l'urbanisation afin de préserver la biodiversité en place.

## Historique

### Contexte
Le 26 octobre 2019, des militants écologistes également nommés zadistes se sont installés sur un terrain privé appartenant à l'intercommunale Idelux afin de bloquer la construction d'un parc d'activités économiques sur le site de l'ancienne sablière de Schoppach. Ce site situé en périphérie d'Arlon proche du village de Schoppach est répertorié par la Région wallonne comme étant un site de grand intérêt biologique de par la présence de nombreuses espèces animales et végétales remarquables.
Le projet d'Idelux consiste à construire un « zoning artisanal » destiné à accueillir des petites et moyennes entreprises. Ce site avait également été mentionné comme une alternative possible à un autre projet non abouti d'Idelux, datant de 2013 et qui visait à convertir 45 hectares de terres agricoles en parc d'activités économiques mixte et industriel à la sortie de l'E411 à Weyler, du côté du village de Hondelange .
Ce nouveau projet est soutenu par le bourgmestre en place, Vincent Magnus (Cdh). Ce dernier reste inflexible sur le projet alors qu'Idelux souhaiterait pouvoir dialoguer et échanger avec les zadistes.

### Occupation du site

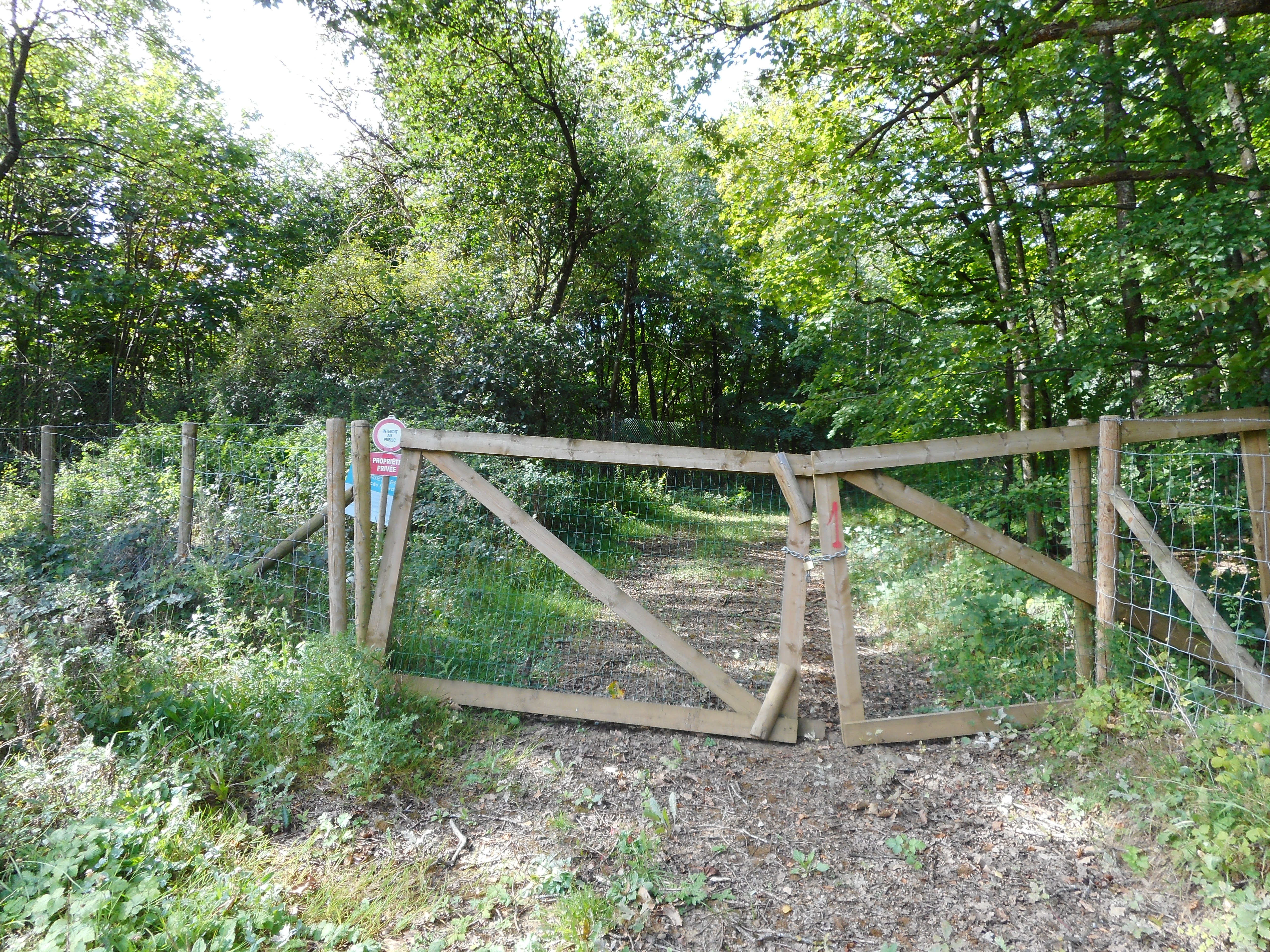
L'entrée de la ZAD en 2023, clôturée.

Afin d'éviter de se faire mettre dehors par les forces de l'ordre, les zadistes ont aménagé le « camp » avec des fossés, des tranchées et d'autres obstacles. En dehors de cela, des tentes, des cabanes et des tonnelles sont installées en guise d'abris. Outre à ces aménagements, les zadistes se consacrent à des expériences de gouvernance horizontale et à des activités artistiques (dont la production de poèmes et de chansons). En août 2020, ils organisent une semaine d’université populaire.
Le 29 octobre 2019, un appel à manifester à Arlon est lancé par les zadistes et par Génération Climat ce qui a mené au blocage complet de la ville d'Arlon durant une partie de la journée. La manifestation n'aura finalement pas lieu. 
Alors que cette « marche des territoires » avait été déclarée comme étant annulée par les organisateurs, le bourgmestre d'Arlon Vincent Magnus ne les a pas crus et a quand même décidé de déployer un dispositif policier. Celui-ci était composé de dizaines de camionnettes de police, de deux auto-pompes, d'un hélicoptère, d'une vingtaine de cavaliers et a nécessité la fermeture de deux sorties d'autoroute. Ce déploiement a notamment été qualifié de « démesuré » et d'« inapproprié aux frais des citoyens ».
Alors que plusieurs débordements comme des dégradations , des infractions à l'environnement ou de l'usage de stupéfiants seraient liés, de près ou de loin, à la ZAD D'Arlon, deux blocages de l'autoroute à proximité des lieux seraient qualifiés comme étant « une étape supplémentaire franchie ». Cet incident serait à l'origine de l'évacuation qui a eu lieu le 15 mars 2021.

### Démantèlement
Le 15 mars 2021, une opération de police visant à démanteler la ZAD d'Arlon a eu lieu avec succès. Cette opération a mobilisé près de 150 policiers afin de procéder à l'arrestation administrative de 9 personnes. Cette décision émanant du bourgmestre Vincent Magnus par un arrêté de police administrative gardé secret serait notamment motivée par le « danger » qu'induirait la ZAD.
Cette évacuation s'est déroulée sans heurts et sans le moindre blessé. Le bourgmestre d'Arlon aurait pris cette décision à la suite de plusieurs entraves méchantes à la circulation sur la E411 qui seraient en lien avec les occupants de la ZAD d'Arlon.

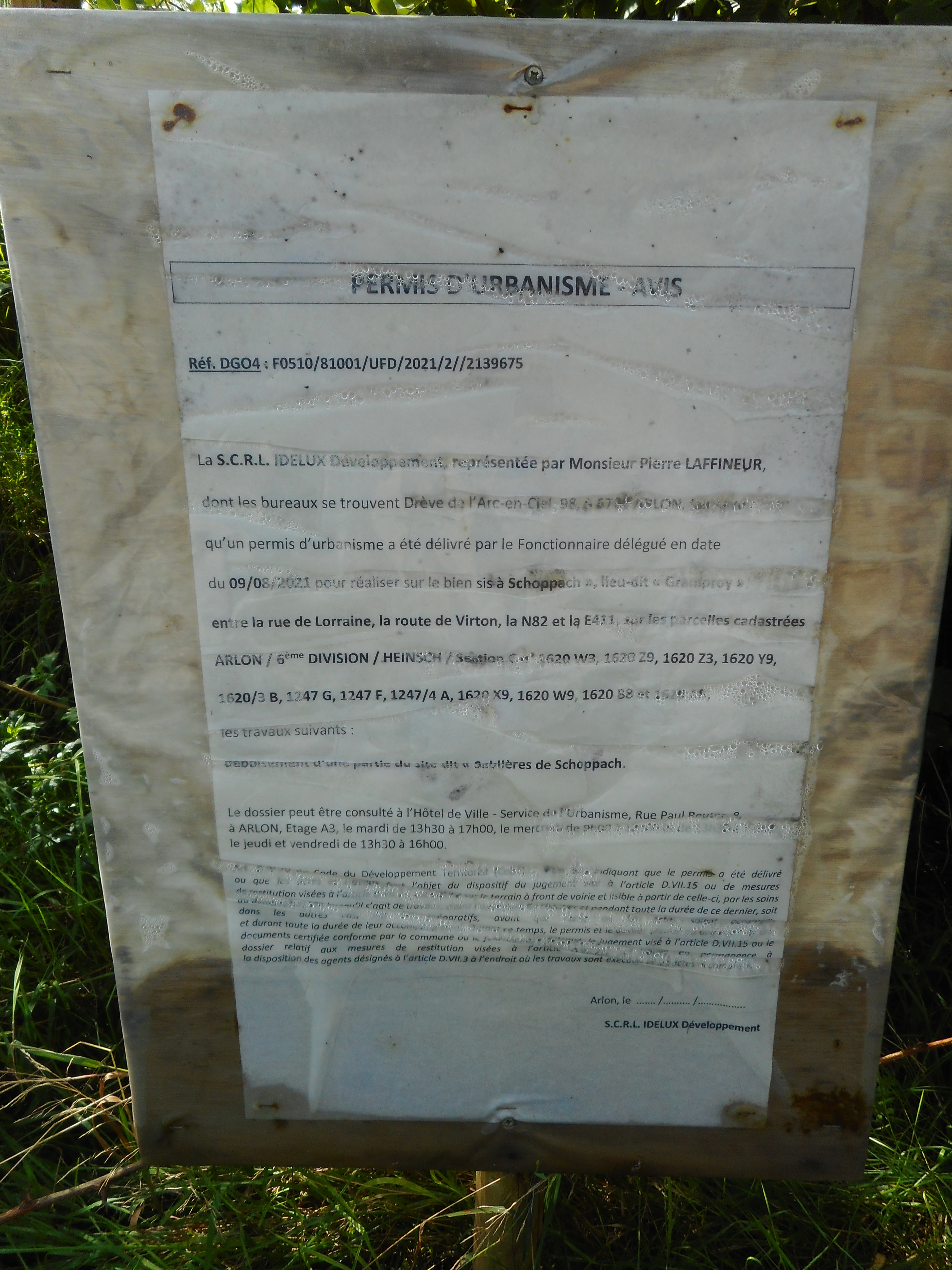
Permis de déboisement, toujours affiché en 2023.

Une fois le démantèlement terminé, le site de la sablière de Schoppach a été nettoyé, protégé au moyen de clôtures et de l'aide des policiers fédéraux gardant la zone 24h sur 24 pendant 2 semaines afin d'empêcher toute réoccupation ultérieure. A cette même fin, Idelux a également immédiatement procédé au déboisement complet d'une grande partie de la zone et à la destruction des constructions des zadistes.
Dans le courant de la semaine, de nombreux rassemblements de soutien ont été organisés dans plusieurs villes belges afin d'affirmer le soutien à la ZAD d'Arlon. Un rassemblement d'une centaine de personnes a notamment eu lieu sur la Place Léopold à Arlon le jour-même.
Plusieurs semaines après l'expulsion des zadistes, l'Observatoire de l'Environnement d'Arlon (ObsE) dénonce ce défrichement en pleine période de nidification des oiseaux qualifié comme étant un « carnage ».

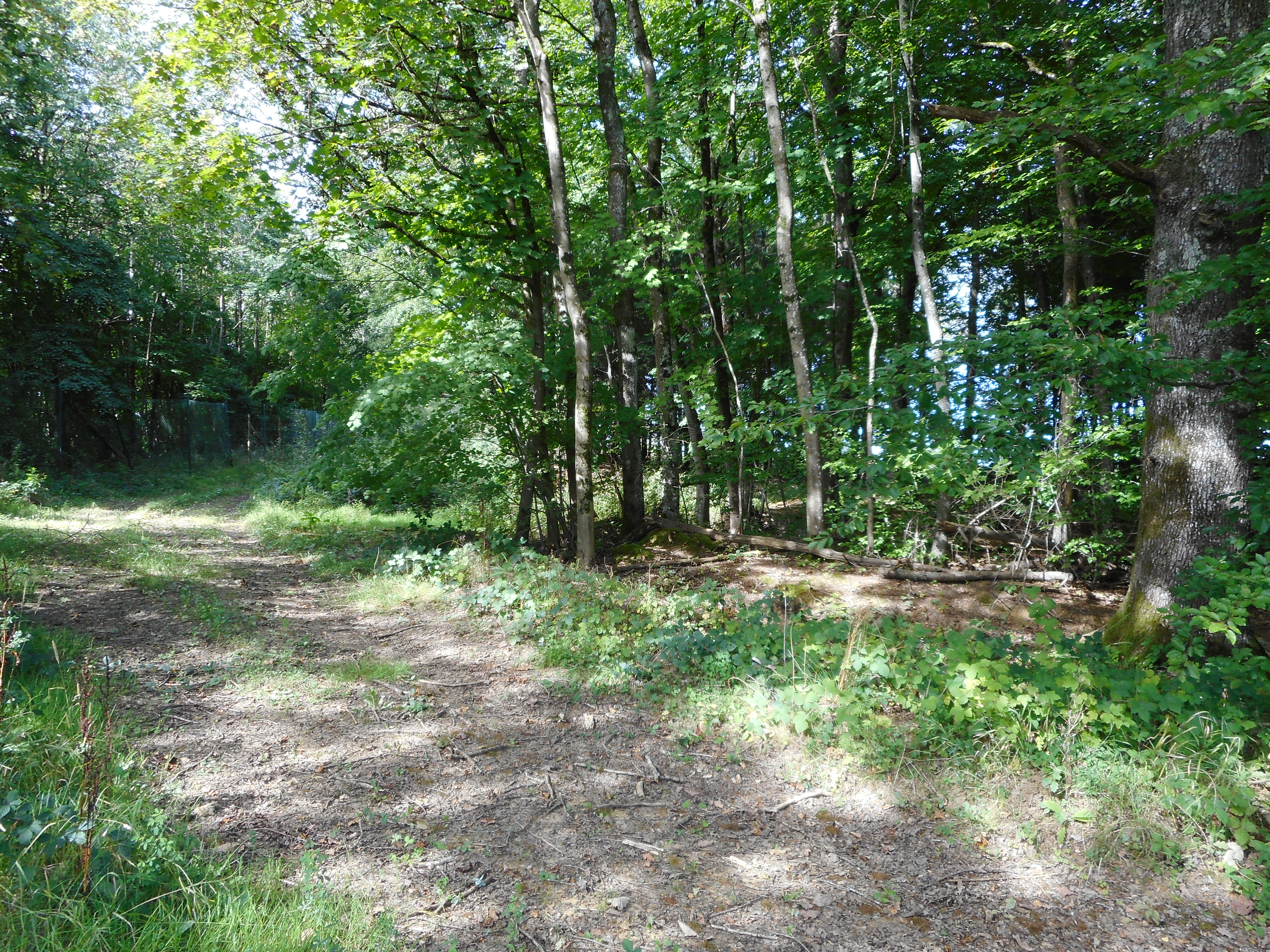
Vestiges à l'entrée de la ZAD en 2023.

Un an après le démantèlement de la ZAD d'Arlon, il n'en reste rien de substantiel si ce n'est quelques procédures judiciaires toujours en cours.

## Intérêt biologique du site
La sablière de Schoppach est classée en tant que site de grand intérêt biologique par la Région wallonne.
Cette ancienne exploitation de sable d'une surface de 13,42 hectares a subi de nombreux changements physiques et biologiques au cours des dernières décennies. En effet, une partie de la sablière a été comblée par des remblais, un reboisement spontané s'est développé et une partie du site a été utilisée pour établir une décharge de classe 3. « Malgré ces multiples altérations, le site conserve un intérêt biologique important ».
La flore du site comporte notamment plusieurs plantes rares et protégées. On y retrouve par exemple la gesse de Nissole, le corynéphore, la sagine noueuse, l'orchis pyramidal ou encore la plante carnivore aquatique l'utriculaire.
Pour ce qui est de la faune, plusieurs espèces rares et protégées ont pu être observées par exemple le triton crêté, l'hirondelle de rivage, l'argus bleu-violet, le damier du plantain et le cuivré des marais.
En 2019, certaines espèces comme l'hirondelle de rivage et le triton crêté ne seraient plus présentes du fait du reboisement spontané du site. Ce reboisement aurait conduit à une perte relative de l'intérêt biologique bien que celui-ci serait toujours bel-et-bien présent d'après Jean-Paul Jacob, expert scientifique chez Natagora.
En novembre 2019, Marc Ameels attaché nature de la direction DNF d'Arlon appuyait la nécessité de créer une zone de réserve naturelle sur le site afin de maintenir les espèces de papillons particulièrement rares.
En mai 2022, à la suite à la fois du défrichement du site de la sablière de Schoppach par l'intercommunale Idélux et par le nettoyage de la crête de taille de la sablière par les zadistes, jusqu'à 50 colonies d'hirondelles de rivages peuvent à nouveau être observées. Le retour de ces oiseaux protégés doit être pris en compte dans le cadre du projet de zoning d'Idélux et il serait question d'étendre la zone de protection de un ou deux hectares supplémentaires. Le guêpier, un autre oiseau rare, s'est également installé sur le site.

## Soutiens externes

### Riverains
Le 19 mars 2021, une carte blanche nommée « Merci aux zadistes » et signée par 168 citoyens est publiée dans le journal l'Avenir. On peut y lire le soutien de ces citoyens vis-à-vis des zadistes et une critique de l'opération policière qui a mené au démantèlement de la ZAD d'Arlon le lundi 15 mars 2021.

### Rassemblements de soutien
Dans le courant de la semaine qui suivit le 15 mars 2021, le jour du démantèlement de la ZAD d'Arlon, plusieurs rassemblements de soutien ont été organisés dans quelques villes de Belgique. Un rassemblement a notamment eu lieu le jour même sur la Place Léopold d'Arlon, rassemblant près d'une centaine de personnes.
D'autres rassemblements de soutien ont eu lieu dans plusieurs villes par exemple à Bruxelles, à Namur, à Liège ou encore à Louvain-la-Neuve, le slogan « Zad partout » sur les banderoles.

### Autres soutiens
À plusieurs reprises, le parti politique communal Ecolo Luxembourg a manifesté son opposition face à ce projet de zoning artisanal. Le groupe politique s'inquiète également par rapport à cette artificialisation des terres et remet en cause la nécessité de nouveaux espaces pour de l'activité économique dans la province de Luxembourg. Les réserves de foncier destinées à ce type d'activités seraient suffisantes pour les 30 à 40 prochaines années alors que la destruction du site risquerait d'aggraver le réchauffement climatique et de contribuer à une perte de biodiversité.
En janvier 2020, un nouveau collectif régional issu du mouvement Extinction Rebellion s'est formé notamment afin de soutenir la ZAD d'Arlon. Ce groupe dont le nom est Extinction rébellion Arlon & région (XaR) déclare soutenir la ZAD et appelle la population à se mobiliser et à manifester pour faire de même.
En juin 2020, le collectif de vidéastes Le Biais Vert réalise une vidéo au sujet de la ZAD, la présentant comme « une expérience d'écologie totale ». L'animateur Félicien Bogaerts prend également la défense des zadistes dans la presse face à « un projet injuste et destructeur ».
Le 25 janvier 2021, une carte blanche de soutien envers la ZAD d'Arlon est publiée dans le journal La Libre. Son titre est le suivant : « Au nom de la Terre et de ses habitants, nous affirmons notre soutien à la "Zad" d’Arlon ». Les signataires de cette carte blanche sont hétéroclites et proviennent de différents milieux dont le milieu universitaire et le milieu associatif. À travers celle-ci, ils souhaitent affirmer leur soutien à la ZAD « pour la biodiversité » et « pour l'humanité ».

## Opposants
Parmi les opposants à la ZAD d'Arlon se trouvent les porteurs du projet de création d'un zoning artisanal sur le site de l'ancienne sablière de Schoppach, c'est-à-dire l'intercommunale Idelux et le bourgmestre d'Arlon Vincent Magnus. Ceux-ci défendent l'idée qu'il est nécessaire de proposer de nouveaux espaces à vocation économique, plus particulièrement pour les petites et moyennes entreprises, en province de Luxembourg.
En janvier 2021 lors d'une séance parlementaire, les deux députés fédéraux Cécile Thibaut et Josy Arens ont interpelé la ministre de l'Intérieur et le ministre wallon de l'aménagement du territoire Willy Borsus sur la question de la ZAD d'Arlon. Ce dernier a notamment déclaré « Je condamne sans réserve l'occupation de ce site ». D'après lui, bien que cette zone soit reprise en tant que site de grand intérêt biologique, le fait qu'il ne soit pas repris dans le réseau Natura 2000 et qu'il s'agisse d'une zone définie au plan de secteur comme étant une zone d'aménagement communal concerté économique (ZACCE) justifierait l'urbanisation du site en question.

## Critique de fond

### Artificialisation du territoire
Outre la protection du lieu de la sablière de Schoppach, les zadistes veulent une réelle remise en question des politiques d'aménagement du territoire et d'urbanisme. Ces politiques tenteraient trop souvent de détruire des espaces verts déjà peu nombreux à proximité des villes en faveur d'un développement économique et d'une bétonisation des terres.
« Dans nos villes, nos campagnes et nos quartiers, la logique de prédation de nos espaces de vie à des fins de rentabilité économique prévaut sur le respect du vivant. La ZAD d’Arlon fait (encore) partie de ces lieux qui inspirent révoltes, désirs de vie et de création collective face à la connerie. »
Cette inquiétude et cette critique de l'artificialisation du territoire particulièrement forte ces dernières années dans le village de Schoppach sont également présentes auprès de certains riverains. Ceux-ci faisaient savoir leur mécontentement par rapport au projet de l'écoquartier Thomas et Piron lors d'une marche le samedi 18 janvier 2020. Bien qu'ils ne partagent pas les méthodes des zadistes, ceux-ci dénoncent également cette « bétonisation à outrance ».
En 2021, la députée Marie-Christine Schyns (Cdh) s'étonnait d'ailleurs du sort réservé aux sites à revitaliser (SAR), avec comme exemple la sablière de Schoppach, alors que la déclaration de politique régionale du Gouvernement wallon mettait en avant des chiffres ambitieux en termes de préservation des sols et d'étalement urbain d'ici 2050 notamment via sa mesure appelée « Stop béton ».

### Rôle de l’État et répression policière
En plus de cette critique sur l'artificialisation des terres, le rôle de l’État et de la police est également questionné :
« Il n'est pas acceptable que l’État déploie de tels moyens contre des militants écologistes qui luttent pour la protection de l'environnement et l'avenir des générations futures. »
Cette tension entre certains zadistes et les forces de l'ordre s'est manifestée par un tag « de mauvais goût » présent sur le site de la ZAD (ce tag affichait le slogan « Flic suicidé à moitié pardonné ») et a mené à un incident lors duquel des occupants armés de barres de fer ont confronté des policiers pilotes de drones durant une opération de surveillance, sans toutefois causer de blessure.